# 抹花花
抹花花，又稱掀花花、掀牛、掀牛九、砍牛腿、掀牛腿、折牛腿等稱呼，是流傳於陝西、寧夏、甘肅等中國西北地區的紙骨牌遊戲，各地規則略有差異。也有用撲克牌代替的改造玩法。
在青海，有形容此遊戲的俗語：「三喜儿一摆，钱儿拿来。」

## 牌具
- 使用稱為花花牌或牛九牌的紙骨牌，缺少1-3、4-5、3-5、3-4、2-5、1-4、2-3這七點式，此外除1-2、2-4、2-6、3-6各兩張，其餘四張，共四十八張牌。

| 牌名\點式  | 6-6 | 1-1  | 4-4  | 1-3 | 5-5  | 3-3        | 2-2  | 5-6 | 4-6  | 1-6 | 1-5  | 3-6  | 4-5 | 3-5 | 2-6  | 3-4 | 2-5 | 2-4  | 1-4 | 2-3 | 1-2  |
| ---------- | --- | ---- | ---- | --- | ---- | ---------- | ---- | --- | ---- | --- | ---- | ---- | --- | --- | ---- | --- | --- | ---- | --- | --- | ---- |
| 甘肅牛九牌 | 天  | 地眼 | 紅八 | -   | 黑十 | 串六、鞭杆 | 長二 | 虎  | 紅十 | 七  | 錘六 | 牛九 | -   | -   | 牛八 | -   | -   | 香六 | -   | -   | 拐子 |

## 牌規

### 流程
- 三到四人遊戲，四人参与時，一人休息。莊家、第二、第三家分別稱為頭家、二家、底家。
- 每人摸十六張，拿牌後依順序輪流決定是否繼續，放棄稱為扣牌，繼續稱為掀牌，若第三家都扣牌則洗牌重新，由第二家當莊家，否則開始出牌。
- 三張相同牌稱為三伏；四張相同牌稱為量子。
- 出牌，頭家先引牌。每回合玩家選擇出一到四、六、八、或十二張牌，兩張以上除非是以下特殊牌型，否則須出同樣牌。

| 牌型名 | 組合                                                  |
| ------ | ----------------------------------------------------- |
| 喜牌   | 1-2與2-4牌為一組。                                    |
| 牛牌   | 2-6與3-6牌為一組。                                    |
| 擺牌   | 4-4、5-5、與6-6牌為一組。                             |
| 魚牌   | 2-2、3-3、與1-1牌為一組。                             |
| 擺兒量 | 一組擺牌再加上4-4、5-5、或6-6牌任一種的三伏，共六張。 |
| 魚兒量 | 一組魚牌再加上2-2、3-3、或1-1牌任一種的三伏，共六張。 |

- 引牌後，兩位玩家需出大過上家的同數量的牌，但出6-6牌（天牌）的量子時，不需與上家同數量。大牌者稱為賣，下回合作引牌。無可贏得上家牌，墊任何牌。
- 喜牌、牛牌、魚牌，可一次出同組、或不同組的數組牌，下家要大過需出同樣組數、能大過各組的組合。
- 牌型大小如下。
  - 作為引牌的喜牌〉天牌〉牛牌〉擺牌〉魚牌〉其他牌型〉不是引牌的喜牌。
  - 六張牌時，擺兒量〉魚兒量〉其他牌型。若為同種特殊牌型，比總點數大小。
- 先贏到六墩為贏一家，稱為夠；贏到十一墩為贏兩家，稱為賜、或束牌，可宣布勝利或繼續行牌。

### 牌值
- 贏一家、贏兩家都可算牌值。
- 出到六墩到十墩，有1點；出到十一墩有4點，每超過一墩再加1點。
- 出喜牌、牛牌贏墩，每一組1點；出量子贏墩，每一組2點。[4][7][8]